# وادی حلو
وادی حلو یک منطقهٔ مسکونی در امارات متحده عربی است که در امارت شارجه واقع شده‌است. وادی حلو ۲۱۶ متر بالاتر از سطح دریا واقع شده‌است.